# Comuna de Baranów Sandomierski
Baranów Sandomierski (polaco: Gmina Baranów Sandomierski) é uma gminy (comuna) na Polónia, na voivodia de Subcarpácia e no condado de Tarnobrzeski.
De acordo com os censos de 2005, a comuna tem 12 300 habitantes, com uma densidade 100,9 hab/km².

## Área
Estende-se por uma área de 121,86 km², incluindo:
- área agrícola: 60%
- área florestal: 21%

## Demografia
Dados de 30 de Junho 2004:
|                      | Total   | Total | Mulheres | Mulheres | Homens  | Homens |
| -------------------- | ------- | ----- | -------- | -------- | ------- | ------ |
|                      | pessoas | %     | pessoas  | %        | pessoas | %      |
| População            | 12 080  | 100   | 6066     | 50,2     | 6014    | 49,8   |
| Densidade (pop./km²) | 99,1    | 100   | 49,8     | 49,8     | 49,4    | 49,4   |

De acordo com dados de 2002, o rendimento médio per capita ascendia a 1330,42 zł.

## Subdivisões
- Dąbrowica, Durdy, Dymitrów Duży, Dymitrów Mały, Kaczaki, Knapy, Marki, Siedleszczany, Skopanie, Suchorzów, Ślęzaki, Wola Baranowska.

## Comunas vizinhas
- Cmolas, Łoniów, Majdan Królewski, Nowa Dęba, Osiek, Padew Narodowa, Tarnobrzeg, Tuszów Narodowy